# Terminalia australis
Terminalia australis är en tvåhjärtbladig växtart som beskrevs av Jacques Cambessèdes. Terminalia australis ingår i släktet Terminalia och familjen Combretaceae. Inga underarter finns listade i Catalogue of Life.

## Bildgalleri

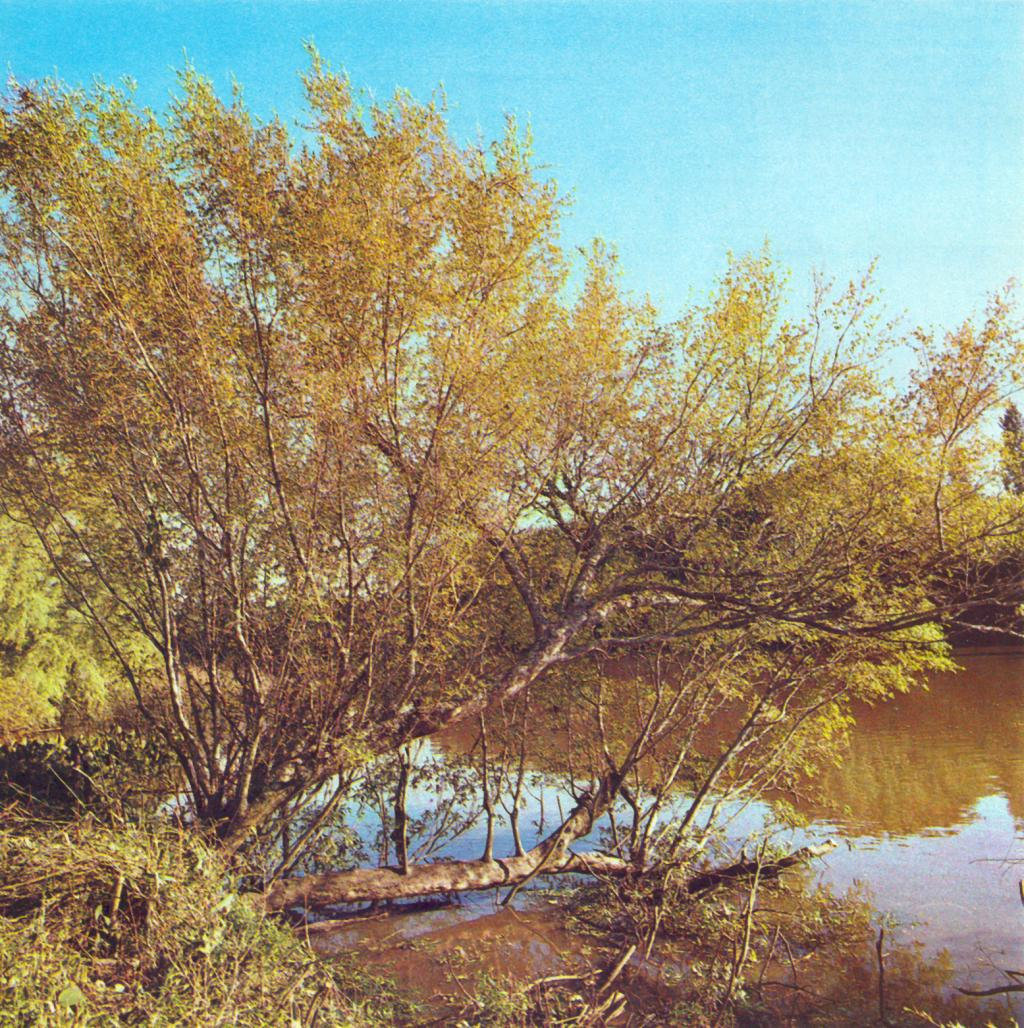